# The Best of Platinum Collection
The Best of Platinum Collection, pubblicato nel 2007, è una raccolta della cantante italiana Mina.
Questa raccolta non è inclusa nella discografia sul sito ufficiale minamazzini.com.

## Descrizione
Si tratta di una selezione di brani presenti dagli album The Platinum Collection del 2004 e The Platinum Collection 2 del 2006, contenenti tre CD ciascuno, con l'aggiunta di Uappa, che non è contenuto in nessuno dei sei CD precedenti. La raccolta non contiene inediti.
Le canzoni sono proposte in ordine cronologico, mentre nei precedenti figuravano "alla rinfusa".

## Tracce
1. Vorrei che fosse amore – 2:26 – Tratta da Canzonissima '68 (1968)
2. Bugiardo e incosciente (La tieta) – 6:18 – Tratta da Bugiardo più che mai...più incosciente che mai... (1969)
3. Non credere – 4:06 – Tratta da Bugiardo più che mai...più incosciente che mai... (1969)
4. Insieme – 4:07 – Tratta da Bugiardo più che mai...più incosciente che mai... (1969)
5. Grande grande grande – 3:56 – Tratta da Mina (1971)
6. Amor mio – 4:43 – Tratta da Mina (1971)
7. Io e te da soli – 4:31 – Tratta da Del mio meglio (1971)
8. Parole parole (con Alberto Lupo) – 3:55 – Tratta da Cinquemilaquarantatre (1972)
9. E poi... – 4:48 – Tratta da Frutta e verdura (1973)
10. L'importante è finire – 3:17 – Tratta da La Mina (1975)
11. Uappa – 3:20 – Tratta da La Mina (1975)
12. Non gioco più – 2:53 – Tratta da Del mio meglio n. 3 (1975)
13. Ma che bontà – 3:00 – Tratta da Mina con bignè (1977)
14. Ancora ancora ancora – 4:13 – Tratta da Del mio meglio n. 7 (1983)
15. Città vuota (It's a lonely town) – 4:59 – Tratta da Mina Studio Collection (1978)
16. Devi dirmi di si – 4:12 – Tratta da Mina 25 (1983)
17. Questione di feeling (con Riccardo Cocciante) – 4:33 – Tratta da Finalmente ho conosciuto il conte Dracula... (1985)
18. Via di qua (con Fausto Leali) – 4:51 – Tratta da Sì, buana (1986)

## Formazione

### Artista
- Mina – voce

### Arrangiamenti
- Bruno Canfora – Vorrei che fosse amore
- Augusto Martelli – Bugiardo e incosciente (La tieta), Non credere
- Detto Mariano – Insieme
- Pino Presti – Grande grande grande, E poi..., L'importante è finire, Città vuota (It's a lonely town)
- Gian Piero Reverberi – Amor mio, Io e te da soli
- Enrico Riccardi – Uappa, Ma che bontà
- Gianni Ferrio – Non gioco più
- Alberto Nicorelli – Ancora ancora ancora
- Massimiliano Pani – Devi dirmi di si, Via di qua
- Paul Buckmaster/Riccardo Cocciante – Questione di feeling

## Classifica Artisti (FIMI)
| Posizione | 76 | 81 | 83 | 71 | 60 | 65 | 55 | 64 | 78 | 70 | 82 | 59 | 49 | 53 | 41 | 38 | 46 | 49 | 63 | 91 |
| Settimana | 21 | 22 | 23 | 24 | 25 | 26 | 27 | 28 |    |    |    |    |    |    |    |    |    |    |    |    |
| Posizione | 96 | -  | -  | -  | -  | 93 | 84 | -  |    |    |    |    |    |    |    |    |    |    |    |    |